# Ditrichum conicum
Ditrichum conicum là một loài rêu trong họ Ditrichaceae. Loài này được Mont. Mitt. mô tả khoa học đầu tiên năm 1879.